# Torneo de Promoción y Reserva de 2017
El Torneo de Promoción y Reserva de fútbol del Perú 2017 es la octava edición de esta competición. Se inició el sábado 5 de febrero y culminó el domingo 3 de diciembre. Se jugó en paralelo al Campeonato Descentralizado 2017 a lo largo de sus tres torneos cortos: Verano, Apertura y Clausura.
Participaron en él los dieciséis clubes que integraron en durante esa temporada la Primera División del Perú.

## Sistema del campeonato
Se jugó en tres etapas:
- Torneo de Verano: se jugó catorce fechas mediante el sistema de todos contra todos de acuerdo a los grupos formados en el campeonato de mayores. Al término, el equipo campeón bonificará dos puntos a su mismo equipo (reservas) para la siguiente etapa, mientras que el subcampeón lo hará con un punto.
- Torneo Apertura: se jugó quince fechas que conformaron los partidos de ida bajo el sistema de todos contra todos.
- Torneo Clausura: se jugó quince fechas más que conformaron los partidos de vuelta del Apertura. Al finalizar esta etapa, el equipo que resulte campeón bonificará dos puntos a su equipo mayor en la tabla acumulada del Descentralizado, mientras que el subcampeón hará lo mismo con un punto.

## Equipos participantes

### Datos de los clubes
| Equipo                 | Ciudad          | Entrenador             | Estadio                | Capacidad |
| ---------------------- | --------------- | ---------------------- | ---------------------- | --------- |
| Academia Cantolao      | Callao          | Jorge Espejo           | Miguel Grau            | 17 000    |
| Alianza Atlético       | Sullana         | Teddy Cardama Gallardo | Melanio Coloma         | 12 000    |
| Alianza Lima           | Lima            | Fabricio Sierra        | Alejandro Villanueva   | 35 000    |
| Ayacucho               | Ayacucho        | Luis Revilla           | Ciudad de Cumaná       | 15 000    |
| Comerciantes Unidos    | Cutervo         |                        | Juan Maldonado Gamarra | 8000      |
| Deportivo Municipal    | Lima            | Gerardo Calero         | Iván Elías Moreno      | 10 000    |
| Juan Aurich            | Chiclayo        |                        | Carlos A. Olivares     | 7 000     |
| Melgar                 | Arequipa        | Enrique Meza           | Monumental de la UNSA  | 60 000    |
| Real Garcilaso         | Cusco           |                        | Garcilaso de la Vega   | 42 000    |
| Sport Huancayo         | Huancayo        | Abilio Meneses         | Huancayo               | 20 000    |
| Sporting Cristal       | Lima            | Pablo Zegarra          | Alberto Gallardo       | 15 000    |
| Sport Rosario          | Huaraz          | Eder Méndez            | Rosas Pampa            | 20 000    |
| Unión Comercio         | Nueva Cajamarca | Raymundo Paz           | IPD de Nueva Cajamarca | 12 000    |
| Universidad San Martín | Lima            | José Espinoza          | Miguel Grau            | 17 000    |
| UTC                    | Cajamarca       | José Salas             | Héroes de San Ramón    | 18 000    |
| Universitario          | Lima            | Javier Chirinos        | Monumental             | 80 093    |

## Torneo Descentralizado de Reservas

### Torneo de Verano (primera etapa)

#### Grupo A

##### Tabla de posiciones
Actualizado el 15 de mayo de 2017.
| Pos. | Equipo                 | PJ | PG | PE | PP | GF | GC | Dif. | Pts. |
| ---- | ---------------------- | -- | -- | -- | -- | -- | -- | ---- | ---- |
| 1    | Sporting Cristal       | 14 | 11 | 2  | 1  | 42 | 12 | +30  | 35   |
| 2    | Sport Rosario          | 14 | 6  | 4  | 4  | 23 | 30 | –7   | 22   |
| 3    | Universidad San Martín | 14 | 6  | 3  | 5  | 23 | 22 | +1   | 21   |
| 4    | Alianza Atlético       | 14 | 3  | 7  | 4  | 23 | 23 | 0    | 16   |
| 5    | Ayacucho               | 14 | 3  | 7  | 4  | 21 | 24 | –3   | 16   |
| 6    | Melgar                 | 14 | 4  | 3  | 7  | 17 | 22 | –5   | 15   |
| 7    | Academia Cantolao      | 14 | 4  | 2  | 8  | 18 | 32 | –14  | 14   |
| 8    | Unión Comercio         | 14 | 3  | 4  | 7  | 27 | 29 | –2   | 13   |

##### Primera vuelta
| Universidad San Martín | 2 – 2 | Alianza Atlético  | Miguel Grau           | 4 de febrero |
| Sport Rosario          | 2 – 2 | Ayacucho          | Rosas Pampa           | 4 de febrero |
| Melgar                 | 2 – 1 | Academia Cantolao | Monumental de la UNSA | 4 de febrero |
| Sporting Cristal       | 1 – 0 | Unión Comercio    | Alberto Gallardo      | 5 de febrero |

| Ayacucho          | 2 – 3 | Melgar                 | Ciudad de Cumaná | 11 de febrero |
| Academia Cantolao | 0 – 2 | Universidad San Martín | Miguel Grau      | 11 de febrero |
| Unión Comercio    | 1 – 2 | Sport Rosario          | IPD Moyobamba    | 12 de febrero |
| Alianza Atlético  | 0 – 2 | Sporting Cristal       | Sesquicentenario | 12 de febrero |

| Academia Cantolao | 0 – 1 | Ayacucho               | Miguel Grau           | 17 de febrero |
| Sport Rosario     | 0 – 0 | Alianza Atlético       | Rosas Pampa           | 18 de febrero |
| Sporting Cristal  | 1 – 1 | Universidad San Martín | Alberto Gallardo      | 19 de febrero |
| Melgar            | 4 – 3 | Unión Comercio         | Monumental de la UNSA | 19 de febrero |

| Unión Comercio         | 2 – 3 | Academia Cantolao | IPD Nueva Cajamarca | 22 de febrero |
| Sporting Cristal       | 6 – 2 | Ayacucho          | Alberto Gallardo    | 22 de febrero |
| Universidad San Martín | 1 – 2 | Sport Rosario     | Miguel Grau         | 22 de febrero |
| Alianza Atlético       | 2 – 1 | Melgar            | Sesquicentenario    | 23 de febrero |

| Ayacucho          | 2 – 2 | Unión Comercio         | Ciudad de Cumaná      | 25 de febrero |
| Sport Rosario     | 0 – 1 | Sporting Cristal       | Rosas Pampa           | 25 de febrero |
| Melgar            | 0 – 1 | Universidad San Martín | Monumental de la UNSA | 27 de febrero |
| Academia Cantolao | 1 – 1 | Alianza Atlético       | Miguel Grau           | 27 de febrero |

| Universidad San Martín | 3 – 2 | Unión Comercio    | Miguel Grau      | 4 de marzo |
| Alianza Atlético       | 1 – 1 | Ayacucho          | Sesquicentenario | 4 de marzo |
| Sporting Cristal       | 8 – 1 | Academia Cantolao | Alberto Gallardo | 5 de marzo |
| Sport Rosario          | 2 – 1 | Melgar            | Rosas Pampa      | 5 de marzo |

| Melgar            | 0 – 1 | Sporting Cristal       | Monumental de la UNSA | 2 de marzo |
| Ayacucho          | 1 – 2 | Universidad San Martín | Ciudad de Cumaná      | 7 de marzo |
| Unión Comercio    | 2 – 2 | Alianza Atlético       | IPD Nueva Cajamarca   | 8 de marzo |
| Academia Cantolao | 3 – 5 | Sport Rosario          | Miguel Grau           | 8 de marzo |

##### Segunda vuelta
| Ayacucho          | 3 – 3 | Sport Rosario          | Ciudad de Cumaná    | 11 de marzo |
| Unión Comercio    | 2 – 2 | Sporting Cristal       | IPD Nueva Cajamarca | 12 de marzo |
| Academia Cantolao | 1 – 0 | Melgar                 | Miguel Grau         | 18 de marzo |
| Alianza Atlético  | 1 – 4 | Universidad San Martín | Videna              | 9 de abril  |

| Sporting Cristal       | 3 – 1 | Alianza Atlético  | Alberto Gallardo | 14 de abril |
| Universidad San Martín | 4 – 2 | Academia Cantolao | Miguel Grau      | 15 de abril |
| Sport Rosario          | 1 – 2 | Unión Comercio    | Rosas Pampa      | 15 de abril |
| Melgar                 | 0 – 0 | Ayacucho          | Monumental UNSA  | 10 de mayo  |

| Unión Comercio         | 5 – 3 | Melgar            | IPD Nueva Cajamarca | 2 de abril  |
| Alianza Atlético       | 6 – 1 | Sport Rosario     | Melanio Coloma      | 21 de abril |
| Universidad San Martín | 1 – 4 | Sporting Cristal  | Miguel Grau         | 21 de abril |
| Ayacucho               | 2 – 0 | Academia Cantolao | Ciudad de Cumaná    | 22 de abril |

| Academia Cantolao | 1 – 0 | Unión Comercio         | Miguel Grau      | 29 de abril |
| Melgar            | 1 – 0 | Alianza Atlético       | Monumental UNSA  | 29 de abril |
| Ayacucho          | 1 – 2 | Sporting Cristal       | Ciudad de Cumaná | 30 de abril |
| Sport Rosario     | 2 – 1 | Universidad San Martín | Rosas Pampa      | 30 de abril |

| Sporting Cristal       | 8 – 1 | Sport Rosario     | Alberto Gallardo    | 8 de abril |
| Alianza Atlético       | 3 – 3 | Academia Cantolao | Melanio Coloma      | 2 de mayo  |
| Universidad San Martín | 1 – 1 | Melgar            | Miguel Grau         | 3 de mayo  |
| Unión Comercio         | 2 – 2 | Ayacucho          | IPD Nueva Cajamarca | 4 de mayo  |

| Unión Comercio    | 3 – 0 | Universidad San Martín | IPD Nueva Cajamarca | 7 de mayo |
| Ayacucho          | 1 – 1 | Alianza Atlético       | Ciudad de Cumaná    | 7 de mayo |
| Melgar            | 1 – 1 | Sport Rosario          | Monumental UNSA     | 7 de mayo |
| Academia Cantolao | 2 – 1 | Sporting Cristal       | Miguel Grau         | 8 de mayo |

| Universidad San Martín | 0 - 1 | Ayacucho          | Miguel Grau      | 13 de mayo |
| Alianza Atlético       | 3 - 1 | Unión Comercio    | Melanio Coloma   | 13 de mayo |
| Sporting Cristal       | 2 - 0 | Melgar            | Alberto Gallardo | 14 de mayo |
| Sport Rosario          | 1 - 0 | Academia Cantolao | Rosas Pampa      | 14 de mayo |

#### Grupo B

##### Tabla de posiciones
Actualizado el 07 de mayo de 2017.
| Pos. | Equipo              | PJ | PG | PE | PP | GF | GC | Dif. | Pts. |
| ---- | ------------------- | -- | -- | -- | -- | -- | -- | ---- | ---- |
| 1    | Sport Huancayo      | 14 | 9  | 2  | 3  | 32 | 14 | +18  | 29   |
| 2    | Juan Aurich         | 14 | 8  | 4  | 2  | 26 | 12 | +14  | 28   |
| 3    | Universitario       | 14 | 8  | 0  | 6  | 18 | 17 | +1   | 24   |
| 4    | Real Garcilaso      | 14 | 6  | 3  | 5  | 19 | 17 | +2   | 21   |
| 5    | Alianza Lima        | 14 | 4  | 5  | 5  | 15 | 20 | –5   | 17   |
| 6    | UTC                 | 14 | 4  | 3  | 7  | 17 | 26 | –9   | 15   |
| 7    | Deportivo Municipal | 14 | 2  | 5  | 7  | 13 | 21 | –8   | 11   |
| 8    | Comerciantes Unidos | 14 | 3  | 2  | 9  | 14 | 27 | –13  | 11   |

##### Primera vuelta
| UTC            | 2 – 0 | Comerciantes Unidos | Héroes de San Ramón | 4 de febrero |
| Real Garcilaso | 2 – 0 | Deportivo Municipal | Túpac Amaru         | 5 de febrero |
| Universitario  | 1 – 2 | Sport Huancayo      | Monumental          | 5 de febrero |
| Juan Aurich    | 1 – 1 | Alianza Lima        | Videna              | 9 de abril   |

| Deportivo Municipal | 3 – 1 | Juan Aurich    | Iván Elías Moreno      | 10 de febrero |
| Comerciantes Unidos | 1 – 0 | Real Garcilaso | Juan Maldonado Gamarra | 11 de febrero |
| Sport Huancayo      | 5 – 0 | UTC            | Huancayo               | 12 de febrero |
| Alianza Lima        | 0 – 1 | Universitario  | Alejandro Villanueva   | 12 de febrero |

| Real Garcilaso | 1 – 1 | Sport Huancayo      | Túpac Amaru               | 18 de febrero |
| Juan Aurich    | 1 – 1 | Comerciantes Unidos | Francisco Mendoza Pizarro | 18 de febrero |
| UTC            | 1 – 2 | Universitario       | Héroes de San Ramón       | 19 de febrero |
| Alianza Lima   | 1 – 1 | Deportivo Municipal | Alejandro Villanueva      | 19 de febrero |

| Comerciantes Unidos | 2 – 1 | Alianza Lima        | Juan Maldonado Gamarra      | 22 de febrero |
| UTC                 | 0 – 0 | Deportivo Municipal | Estadio Héroes de San Ramón | 22 de febrero |
| Sport Huancayo      | 2 – 1 | Juan Aurich         | Huancayo                    | 23 de febrero |
| Universitario       | 2 – 0 | Real Garcilaso      | Monumental                  | 23 de febrero |

| Deportivo Municipal | 0 – 3 | Comerciantes Unidos | Iván Elías Moreno    | 25 de febrero |
| Real Garcilaso      | 3 – 2 | UTC                 | Túpac Amaru          | 26 de febrero |
| Juan Aurich         | 1 – 0 | Universitario       | Mansiche             | 26 de febrero |
| Alianza Lima        | 1 – 0 | Sport Huancayo      | Alejandro Villanueva | 26 de febrero |

| Sport Huancayo | 2 – 0 | Comerciantes Unidos | Huancayo            | 4 de marzo |
| Universitario  | 2 – 0 | Deportivo Municipal | Monumental          | 4 de marzo |
| Real Garcilaso | 2 – 2 | Alianza Lima        | Túpac Amaru         | 5 de marzo |
| UTC            | 0 – 0 | Juan Aurich         | Héroes de San Ramón | 5 de marzo |

| Juan Aurich         | 2 – 0 | Real Garcilaso | Francisco Mendoza Pizarro | 8 de marzo |
| Deportivo Municipal | 1 – 0 | Sport Huancayo | Iván Elías Moreno         | 8 de marzo |
| Alianza Lima        | 1 – 0 | UTC            | Alejandro Villanueva      | 8 de marzo |
| Comerciantes Unidos | 1 – 3 | Universitario  | Juan Maldonado Gamarra    | 9 de marzo |

##### Segunda vuelta
| Deportivo Municipal | 0 – 0 | Real Garcilaso | Iván Elías Moreno      | 11 de marzo |
| Sport Huancayo      | 5 – 1 | Universitario  | Huancayo               | 12 de marzo |
| Alianza Lima        | 0 – 2 | Juan Aurich    | Alejandro Villanueva   | 12 de marzo |
| Comerciantes Unidos | 1 – 2 | UTC            | Juan Maldonado Gamarra | 13 de marzo |

| UTC            | 3 – 5 | Sport Huancayo      | Héroes de San Ramón | 14 de abril |
| Universitario  | 0 – 1 | Alianza Lima        | Monumental          | 15 de abril |
| Real Garcilaso | 4 – 0 | Comerciantes Unidos | Túpac Amaru         | 16 de abril |
| Juan Aurich    | 3 – 2 | Deportivo Municipal | Carlos A. Olivares  | 16 de abril |

| Comerciantes Unidos | 1 – 3 | Juan Aurich    | Juan Maldonado Gamarra | 22 de abril |
| Universitario       | 1 – 0 | UTC            | Monumental             | 22 de abril |
| Sport Huancayo      | 1 – 3 | Real Garcilaso | Huancayo               | 23 de abril |
| Deportivo Municipal | 2 – 2 | Alianza Lima   | Nacional               | 23 de abril |

| Deportivo Municipal | 0 – 1 | UTC                 | Iván Elías Moreno    | 29 de abril |
| Real Garcilaso      | 1 – 0 | Universitario       | Túpac Amaru          | 30 de abril |
| Juan Aurich         | 0 – 0 | Sport Huancayo      | Carlos A. Olivares   | 30 de abril |
| Alianza Lima        | 2 – 0 | Comerciantes Unidos | Alejandro Villanueva | 30 de abril |

| Sport Huancayo      | 5 – 0 | Alianza Lima        | Huancayo               | 3 de mayo |
| UTC                 | 3 – 0 | Real Garcilaso      | Héroes de San Ramón    | 3 de mayo |
| Universitario       | 0 – 3 | Juan Aurich         | Monumental             | 3 de mayo |
| Comerciantes Unidos | 2 – 2 | Deportivo Municipal | Juan Maldonado Gamarra | 4 de mayo |

| Comerciantes Unidos | 1 – 2 | Sport Huancayo | Juan Maldonado Gamarra | 10 de abril |
| Juan Aurich         | 6 – 1 | UTC            | Carlos A. Olivares     | 6 de mayo   |
| Alianza Lima        | 1 – 2 | Real Garcilaso | Alejandro Villanueva   | 6 de mayo   |
| Deportivo Municipal | 1 – 2 | Universitario  | Iván Elías Moreno      | 7 de mayo   |

| Universitario  | 3 - 1 | Comerciantes Unidos | Monumental          | 13 de mayo |
| Sport Huancayo | 2 - 1 | Deportivo Municipal | Huancayo            | 14 de mayo |
| Real Garcilaso | 1 - 2 | Juan Aurich         | Túpac Amaru         | 14 de mayo |
| UTC            | 2 - 2 | Alianza Lima        | Héroes de San Ramón | 14 de mayo |

#### Tabla acumulada
| Pos. | Equipo                 | PJ | PG | PE | PP | GF | GC | Dif. | Pts. | Bonificación                                        |
| ---- | ---------------------- | -- | -- | -- | -- | -- | -- | ---- | ---- | --------------------------------------------------- |
| 1    | Sporting Cristal (C)   | 14 | 11 | 2  | 1  | 42 | 12 | +30  | 35   | Dos puntos en el Torneo de Promoción y Reserva 2017 |
| 2    | Sport Huancayo         | 14 | 9  | 2  | 3  | 32 | 14 | +18  | 29   | Un punto en el Torneo de Promoción y Reserva 2017   |
| 3    | Juan Aurich            | 14 | 8  | 4  | 2  | 26 | 12 | +14  | 28   |                                                     |
| 4    | Universitario          | 14 | 8  | 0  | 6  | 18 | 17 | +1   | 24   |                                                     |
| 5    | Sport Rosario          | 14 | 6  | 4  | 4  | 23 | 30 | –7   | 22   |                                                     |
| 6    | Real Garcilaso         | 14 | 6  | 3  | 5  | 19 | 17 | +2   | 21   |                                                     |
| 7    | Universidad San Martín | 14 | 6  | 3  | 5  | 23 | 22 | +1   | 21   |                                                     |
| 8    | Alianza Lima           | 14 | 4  | 5  | 5  | 15 | 20 | –5   | 17   |                                                     |
| 9    | Alianza Atlético       | 14 | 3  | 7  | 4  | 23 | 23 | 0    | 16   |                                                     |
| 10   | Ayacucho               | 14 | 3  | 7  | 4  | 21 | 24 | –3   | 16   |                                                     |
| 11   | Melgar                 | 14 | 4  | 3  | 7  | 17 | 22 | –5   | 15   |                                                     |
| 12   | Universidad Técnica    | 14 | 4  | 3  | 7  | 17 | 26 | –9   | 15   |                                                     |
| 13   | Academia Cantolao      | 14 | 4  | 2  | 8  | 18 | 32 | –14  | 14   |                                                     |
| 14   | Unión Comercio         | 14 | 3  | 4  | 7  | 27 | 29 | –2   | 13   |                                                     |
| 15   | Deportivo Municipal    | 14 | 2  | 5  | 7  | 13 | 21 | –8   | 11   |                                                     |
| 16   | Comerciantes Unidos    | 14 | 3  | 2  | 9  | 14 | 27 | –13  | 11   |                                                     |

| Sporting Cristal Campeón Bonifica 2 puntos para el Torneo Apertura | Sport Huancayo Subcampeón Bonifica 1 punto para el Torneo Apertura |

### Torneos Apertura y Clausura (segunda etapa)

#### Torneo Apertura

##### Tabla de posiciones
| Pos.  | Equipo                 | PJ | PG | PE | PP | GF | GC | Dif. | Pts. |
| ----- | ---------------------- | -- | -- | -- | -- | -- | -- | ---- | ---- |
| 1     | Sporting Cristal       | 15 | 11 | 4  | 0  | 40 | 15 | +25  | 39   |
| 2     | Sport Huancayo         | 15 | 9  | 3  | 3  | 31 | 16 | +15  | 31   |
| 3     | Academia Cantolao      | 15 | 10 | 1  | 4  | 27 | 13 | +14  | 31   |
| 4     | Unión Comercio         | 15 | 6  | 5  | 4  | 23 | 21 | +2   | 23   |
| 5     | Sport Rosario          | 15 | 6  | 4  | 5  | 20 | 19 | +1   | 22   |
| 6     | Real Garcilaso         | 15 | 5  | 6  | 4  | 21 | 16 | +5   | 21   |
| 7     | Universidad San Martín | 15 | 5  | 6  | 4  | 24 | 21 | +3   | 21   |
| 8     | Melgar                 | 15 | 5  | 5  | 5  | 29 | 25 | +4   | 20   |
| 9     | Juan Aurich            | 15 | 4  | 7  | 4  | 27 | 24 | +3   | 19   |
| 10    | Deportivo Municipal    | 15 | 5  | 4  | 6  | 17 | 21 | -4   | 19   |
| 11    | UTC                    | 15 | 5  | 3  | 7  | 22 | 34 | -12  | 18   |
| 12    | Universitario          | 15 | 5  | 2  | 8  | 29 | 26 | +3   | 17   |
| 13    | Ayacucho               | 15 | 5  | 0  | 10 | 19 | 39 | -20  | 15   |
| 14    | Alianza Lima           | 15 | 3  | 5  | 7  | 21 | 25 | -4   | 14   |
| 15    | Alianza Atlético       | 15 | 3  | 4  | 8  | 17 | 27 | -10  | 13   |
| 16    | Comerciantes Unidos    | 15 | 3  | 1  | 11 | 15 | 40 | -25  | 10   |
| 1. 2. |                        |    |    |    |    |    |    |      |      |

Fuente: Ovación

##### Partidos
| UTC               | 2 - 3 | Juan Aurich            | Héroes de San Ramón  | 26 de mayo |
| Ayacucho          | 7 – 0 | Comerciantes Unidos    | Ciudad de Cumaná     | 27 de mayo |
| Sporting Cristal  | 3 – 2 | Sport Huancayo         | Alberto Gallardo     | 27 de mayo |
| Sport Rosario     | 1 – 1 | Deportivo Municipal    | Rosas Pampa          | 27 de mayo |
| Academia Cantolao | 3 – 1 | Alianza Atlético       | Miguel Grau          | 27 de mayo |
| Melgar            | 2 – 2 | Universidad San Martín | Monumental UNSA      | 28 de mayo |
| Unión Comercio    | 3 – 3 | Universitario          | IPD Nueva Cajamarca  | 28 de mayo |
| Alianza Lima      | 1 - 1 | Real Garcilaso         | Alejandro Villanueva | 28 de mayo |

| Sport Huancayo         | 2 – 0 | Sport Rosario     | Huancayo               | 2 de junio |
| Universidad San Martín | 4 – 0 | Ayacucho          | Miguel Grau            | 2 de junio |
| Alianza Atlético       | 0 – 1 | Unión Comercio    | Melanio Coloma         | 3 de junio |
| Deportivo Municipal    | 2 - 2 | UTC               | Iván Elías Moreno      | 3 de junio |
| Universitario          | 3 – 4 | Alianza Lima      | Monumental             | 3 de junio |
| Juan Aurich            | 2 - 2 | Academia Cantolao | Carlos A. Olivares     | 4 de junio |
| Real Garcilaso         | 1 – 2 | Melgar            | Garcilaso de la Vega   | 4 de junio |
| Comerciantes Unidos    | 2 – 4 | Sporting Cristal  | Juan Maldonado Gamarra | 4 de junio |

| UTC               | 2 - 1 | Sport Huancayo         | Héroes de San Ramón  | 9 de junio  |
| Ayacucho          | 0 - 1 | Real Garcilaso         | Ciudad de Cumaná     | 10 de junio |
| Sporting Cristal  | 1 - 1 | Universidad San Martín | Alberto Gallardo     | 10 de junio |
| Sport Rosario     | 3 – 1 | Comerciantes Unidos    | Rosas Pampa          | 10 de junio |
| Academia Cantolao | 2 – 0 | Deportivo Municipal    | Miguel Grau          | 10 de junio |
| Unión Comercio    | 2 – 0 | Juan Aurich            | IPD Nueva Cajamarca  | 11 de junio |
| Melgar            | 1 – 1 | Alianza Lima           | Garcilaso de la Vega | 11 de junio |
| Universitario     | 2 - 2 | Alianza Atlético       | Monumental           | 21 de junio |

| Sport Huancayo         | 2 – 0 | Academia Cantolao | Huancayo               | 13 de junio |
| Real Garcilaso         | 1 – 1 | Sporting Cristal  | Garcilaso de la Vega   | 13 de junio |
| Juan Aurich            | 1 – 0 | Universitario     | Carlos A. Olivares     | 14 de junio |
| Deportivo Municipal    | 3 – 1 | Unión Comercio    | Iván Elías Moreno      | 14 de junio |
| Alianza Lima           | 2 – 1 | Ayacucho          | Alejandro Villanueva   | 14 de junio |
| Alianza Atlético       | 2 – 4 | Melgar            | Melanio Coloma         | 15 de junio |
| Comerciantes Unidos    | 1 – 2 | UTC               | Juan Maldonado Gamarra | 15 de junio |
| Universidad San Martín | 1 - 1 | Sport Rosario     | Miguel Grau            | 28 de junio |

| Unión Comercio    | 1 – 1 | Sport Huancayo         | IPD Nueva Cajamarca | 17 de junio |
| Sport Rosario     | 3 – 1 | Real Garcilaso         | Rosas Pampa         | 17 de junio |
| Universitario     | 0 – 2 | Deportivo Municipal    | Monumental          | 17 de junio |
| Ayacucho          | 2 – 1 | Melgar                 | Ciudad de Cumaná    | 18 de junio |
| Alianza Atlético  | 1 – 1 | Juan Aurich            | Melanio Coloma      | 18 de junio |
| Academia Cantolao | 1 – 0 | Comerciantes Unidos    | Miguel Grau         | 19 de junio |
| UTC               | 1 – 0 | Universidad San Martín | Héroes de San Ramón | 19 de junio |
| Sporting Cristal  | 3 – 2 | Alianza Lima           | Nacional            | 19 de julio |

| Universidad San Martín | 2 – 1 | Academia Cantolao | Miguel Grau            | 23 de junio |
| Ayacucho               | 3 - 1 | Juan Aurich       | Ciudad de Cumaná       | 24 de junio |
| Deportivo Municipal    | 2 - 0 | Alianza Atlético  | Iván Elías Moreno      | 24 de junio |
| Melgar                 | 1 - 1 | Sporting Cristal  | Monumental UNSA        | 24 de junio |
| Real Garcilaso         | 2 - 2 | UTC               | Garcilaso de la Vega   | 25 de junio |
| Sport Huancayo         | 2 - 1 | Universitario     | Huancayo               | 25 de junio |
| Alianza Lima           | 1 - 2 | Sport Rosario     | Alejandro Villanueva   | 25 de junio |
| Comerciantes Unidos    | 1 – 1 | Unión Comercio    | Juan Maldonado Gamarra | 26 de junio |

| Academia Cantolao | 1 – 0 | Real Garcilaso         | Miguel Grau         | 30 de junio |
| Unión Comercio    | 1 - 1 | Universidad San Martín | IPD Nueva Cajamarca | 1 de julio  |
| Juan Aurich       | 0 - 0 | Deportivo Municipal    | Carlos A. Olivares  | 1 de julio  |
| Sport Rosario     | 0 - 2 | Melgar                 | Rosas Pampa         | 1 de julio  |
| Universitario     | 3 - 0 | Comerciantes Unidos    | Monumental          | 1 de julio  |
| Sporting Cristal  | 5 – 1 | Ayacucho               | Alberto Gallardo    | 2 de julio  |
| Alianza Atlético  | 1 – 0 | Sport Huancayo         | Melanio Coloma      | 2 de julio  |
| UTC               | 2 – 2 | Alianza Lima           | Héroes de San Ramón | 2 de julio  |

| Real Garcilaso         | 3 - 1 | Unión Comercio      | Garcilaso de la Vega   | 4 de julio |
| Universidad San Martín | 2 - 4 | Universitario       | Miguel Grau            | 4 de julio |
| Sport Huancayo         | 2 – 1 | Juan Aurich         | Huancayo               | 5 de julio |
| Melgar                 | 6 - 0 | UTC                 | Monumental UNSA        | 5 de julio |
| Comerciantes Unidos    | 3 – 0 | Alianza Atlético    | Juan Maldonado Gamarra | 5 de julio |
| Sporting Cristal       | 5 - 2 | Deportivo Municipal | Alberto Gallardo       | 5 de julio |
| Alianza Lima           | 1 - 2 | Academia Cantolao   | Alejandro Villanueva   | 5 de julio |
| Ayacucho               | 1 - 0 | Sport Rosario       | Ciudad de Cumaná       | 6 de julio |

| Alianza Atlético    | 2 – 1 | Universidad San Martín | Melanio Coloma      | 8 de julio  |
| Deportivo Municipal | 0 – 2 | Sport Huancayo         | Iván Elías Moreno   | 8 de julio  |
| Academia Cantolao   | 3 – 0 | Melgar                 | Miguel Grau         | 8 de julio  |
| Juan Aurich         | 6 – 0 | Comerciantes Unidos    | Carlos A. Olivares  | 9 de julio  |
| Unión Comercio      | 1 – 0 | Alianza Lima           | IPD Nueva Cajamarca | 9 de julio  |
| Universitario       | 1 – 0 | Real Garcilaso         | Monumental          | 9 de julio  |
| Sport Rosario       | 0 – 1 | Sporting Cristal       | Rosas Pampa         | 9 de julio  |
| UTC                 | 5 – 0 | Ayacucho               | Héroes de San Ramón | 10 de julio |

| Real Garcilaso         | 2 – 0 | Alianza Atlético    | Garcilaso de la Vega   | 14 de julio |
| Universidad San Martín | 2 – 2 | Juan Aurich         | Miguel Grau            | 14 de julio |
| Ayacucho               | 0 – 2 | Academia Cantolao   | Ciudad de Cumaná       | 15 de julio |
| Comerciantes Unidos    | 2 – 1 | Deportivo Municipal | Juan Maldonado Gamarra | 15 de julio |
| Sport Rosario          | 2 – 0 | Universitario       | Rosas Pampa            | 15 de julio |
| Sporting Cristal       | 5 – 0 | UTC                 | Alberto Gallardo       | 16 de julio |
| Melgar                 | 1 – 2 | Unión Comercio      | Monumental UNSA        | 16 de julio |
| Alianza Lima           | 1 – 3 | Sport Huancayo      | Alejandro Villanueva   | 16 de julio |

| Sport Huancayo      | 4 – 1 | Comerciantes Unidos    | Huancayo            | 21 de julio |
| UTC                 | 1 – 2 | Sport Rosario          | Héroes de San Ramón | 21 de julio |
| Unión Comercio      | 6 – 1 | Ayacucho               | IPD Nueva Cajamarca | 22 de julio |
| Deportivo Municipal | 0 – 1 | Universidad San Martín | Iván Elías Moreno   | 22 de julio |
| Academia Cantolao   | 1 – 2 | Sporting Cristal       | Miguel Grau         | 22 de julio |
| Alianza Atlético    | 1 – 1 | Alianza Lima           | Melanio Coloma      | 23 de julio |
| Universitario       | 5 – 1 | Melgar                 | Monumental          | 23 de julio |
| Juan Aurich         | 0 – 3 | Real Garcilaso         | Carlos A. Olivares  | 23 de julio |

| Fecha 12               | Fecha 12  | Fecha 12            | Fecha 12             | Fecha 12    |
| Local                  | Resultado | Visita              | Estadio              | Fecha       |
| ---------------------- | --------- | ------------------- | -------------------- | ----------- |
| UTC                    | 0 – 2     | Unión Comercio      | Héroes de San Ramón  | 25 de julio |
| Ayacucho               | 2 – 1     | Alianza Atlético    | Ciudad de Cumaná     | 26 de julio |
| Melgar                 | 0 – 1     | Comerciantes Unidos | Municipal de Sachaca | 26 de julio |
| Sport Rosario          | 2 – 0     | Academia Cantolao   | Rosas Pampa          | 26 de julio |
| Sporting Cristal       | 2 – 0     | Universitario       | La Florida           | 26 de julio |
| Universidad San Martín | 1– 2      | Sport Huancayo      | Miguel Grau          | 27 de julio |
| Alianza Lima           | 2 – 2     | Juan Aurich         | Alejandro Villanueva | 27 de julio |
| Real Garcilaso         | 1 – 1     | Deportivo Municipal | Garcilaso de la Vega | 9 de agosto |

| Fecha 13            | Fecha 13  | Fecha 13               | Fecha 13               | Fecha 13    |
| Local               | Resultado | Visita                 | Estadio                | Fecha       |
| ------------------- | --------- | ---------------------- | ---------------------- | ----------- |
| Unión Comercio      | 1 – 1     | Sport Rosario          | IPD Nueva Cajamarca    | 29 de julio |
| Alianza Atlético    | 0 – 2     | Sporting Cristal       | Melanio Coloma         | 29 de julio |
| Academia Cantolao   | 3 – 0     | UTC                    | Miguel Grau            | 29 de julio |
| Universitario       | 5 – 0     | Ayacucho               | Monumental             | 29 de julio |
| Juan Aurich         | 2 – 2     | Melgar                 | Carlos A. Olivares     | 30 de julio |
| Sport Huancayo      | 1 - 1     | Real Garcilaso         | Huancayo               | 30 de julio |
| Deportivo Municipal | 1 – 0     | Alianza Lima           | Iván Elías Moreno      | 31 de julio |
| Comerciantes Unidos | 2 – 3     | Universidad San Martín | Juan Maldonado Gamarra | 31 de julio |

| Fecha 14          | Fecha 14  | Fecha 14               | Fecha 14             | Fecha 14    |
| Local             | Resultado | Visita                 | Estadio              | Fecha       |
| ----------------- | --------- | ---------------------- | -------------------- | ----------- |
| Ayacucho          | 1 – 5     | Sport Huancayo         | Ciudad de Cumaná     | 5 de agosto |
| Melgar            | 4 – 1     | Deportivo Municipal    | Municipal de Sachaca | 5 de agosto |
| Academia Cantolao | 3 – 0     | Unión Comercio         | Miguel Grau          | 5 de agosto |
| Alianza Lima      | 1 – 2     | Universidad San Martín | Alejandro Villanueva | 5 de agosto |
| Sporting Cristal  | 2 – 2     | Juan Aurich            | Alberto Gallardo     | 6 de agosto |
| Real Garcilaso    | 3 – 1     | Comerciantes Unidos    | Garcilaso de la Vega | 6 de agosto |
| UTC               | 2 – 1     | Universitario          | Héroes de San Ramón  | 6 de agosto |
| Sport Rosario     | 3 – 2     | Alianza Atlético       | Rosas Pampa          | 6 de agosto |

| Fecha 15               | Fecha 15  | Fecha 15          | Fecha 15               | Fecha 15     |
| Local                  | Resultado | Visita            | Estadio                | Fecha        |
| ---------------------- | --------- | ----------------- | ---------------------- | ------------ |
| Juan Aurich            | 4 – 1     | Sport Rosario     | Carlos A. Olivares     | 12 de agosto |
| Sport Huancayo         | 2 – 2     | Melgar            | Huancayo               | 12 de agosto |
| Deportivo Municipal    | 1 – 0     | Ayacucho          | Iván Elías Moreno      | 12 de agosto |
| Universitario          | 1 – 3     | Academia Cantolao | Campo Mar - U          | 12 de agosto |
| Unión Comercio         | 0 – 3     | Sporting Cristal  | IPD Nueva Cajamarca    | 13 de agosto |
| Universidad San Martín | 1 – 1     | Real Garcilaso    | Miguel Grau            | 13 de agosto |
| Alianza Atlético       | 4 – 1     | UTC               | Melanio Coloma         | 13 de agosto |
| Comerciantes Unidos    | 0 – 2     | Alianza Lima      | Juan Maldonado Gamarra | 13 de agosto |

#### Torneo Clausura

##### Tabla de posiciones
| Pos. | Equipo                 | PJ | PG | PE | PP | GF | GC | Dif. | Pts. |
| ---- | ---------------------- | -- | -- | -- | -- | -- | -- | ---- | ---- |
| 1    | Sport Huancayo         | 15 | 11 | 3  | 1  | 36 | 9  | +27  | 36   |
| 2    | Melgar                 | 15 | 9  | 3  | 3  | 32 | 13 | +19  | 30   |
| 3    | Sporting Cristal       | 15 | 8  | 4  | 3  | 35 | 19 | +16  | 28   |
| 4    | Universitario          | 15 | 6  | 6  | 3  | 23 | 15 | +8   | 24   |
| 5    | Alianza Lima           | 15 | 7  | 3  | 5  | 30 | 27 | +3   | 24   |
| 6    | Unión Comercio         | 15 | 7  | 2  | 6  | 25 | 20 | +5   | 23   |
| 7    | Universidad San Martín | 15 | 7  | 1  | 7  | 29 | 35 | -6   | 22   |
| 8    | Deportivo Municipal    | 15 | 5  | 5  | 5  | 22 | 21 | +1   | 20   |
| 9    | Ayacucho               | 15 | 5  | 5  | 5  | 16 | 19 | -3   | 20   |
| 10   | Alianza Atlético       | 15 | 6  | 2  | 7  | 26 | 35 | -9   | 13   |
| 11   | Academia Cantolao      | 15 | 4  | 6  | 5  | 26 | 28 | -2   | 18   |
| 12   | Juan Aurich            | 15 | 5  | 2  | 8  | 17 | 25 | -8   | 17   |
| 13   | Comerciantes Unidos    | 15 | 5  | 1  | 9  | 22 | 38 | -16  | 16   |
| 14   | Real Garcilaso         | 15 | 3  | 4  | 8  | 22 | 28 | -6   | 13   |
| 15   | Sport Rosario          | 15 | 4  | 0  | 11 | 20 | 34 | -14  | 12   |
| 16   | UTC                    | 15 | 3  | 3  | 9  | 15 | 30 | -15  | 12   |

Fuente: 

##### Partidos
| Alianza Atlético       | 2 - 1 | Academia Cantolao | Melanio Coloma            | 18 de agosto |
| Juan Aurich            | 2 - 0 | UTC               | Francisco Mendoza Pizarro | 18 de agosto |
| Universidad San Martín | 1 - 1 | Melgar            | Alberto Gallardo          | 19 de agosto |
| Deportivo Municipal    | 3 - 1 | Sport Rosario     | Iván Elías Moreno         | 19 de agosto |
| Sport Huancayo         | 0 - 0 | Sporting Cristal  | Huancayo                  | 20 de agosto |
| Real Garcilaso         | 2 - 2 | Alianza Lima      | Garcilaso de la Vega      | 20 de agosto |
| Universitario          | 1 - 0 | Unión Comercio    | Miguel Grau               | 20 de agosto |
| Comerciantes Unidos    | 2 - 2 | Ayacucho          | Juan Maldonado Gamarra    | 21 de agosto |

| Academia Cantolao | 2 - 1 | Juan Aurich            | Miguel Grau          | 8 de septiembre  |
| Ayacucho          | 1 - 0 | Universidad San Martín | Ciudad de Cumaná     | 9 de septiembre  |
| UTC               | 0 - 2 | Deportivo Municipal    | Héroes de San Ramón  | 9 de septiembre  |
| Sport Rosario     | 1 - 4 | Sport Huancayo         | Rosas Pampa          | 9 de septiembre  |
| Alianza Lima      | 0 - 1 | Universitario          | Alejandro Villanueva | 9 de septiembre  |
| Unión Comercio    | 4 - 0 | Alianza Atlético       | IPD Nueva Cajamarca  | 10 de septiembre |
| Melgar            | 4 - 0 | Real Garcilaso         | Mariano Melgar       | 10 de septiembre |
| Sporting Cristal  | 4 - 1 | Comerciantes Unidos    | Alberto Gallardo     | 10 de septiembre |

| Real Garcilaso         | 0 - 2 | Ayacucho          | Garcilaso de la Vega      | 13 de septiembre |
| Universidad San Martín | 4 - 2 | Sporting Cristal  | Alberto Gallardo          | 13 de septiembre |
| Alianza Atlético       | 3 - 3 | Universitario     | Melanio Coloma            | 13 de septiembre |
| Comerciantes Unidos    | 2 - 1 | Sport Rosario     | Juan Maldonado Gamarra    | 13 de septiembre |
| Alianza Lima           | 0 - 1 | Melgar            | Alejandro Villanueva      | 13 de septiembre |
| Sport Huancayo         | 2 - 1 | UTC               | Huancayo                  | 14 de septiembre |
| Juan Aurich            | 1 - 0 | Juan Aurich       | Francisco Mendoza Pizarro | 14 de septiembre |
| Deportivo Municipal    | 1 - 1 | Academia Cantolao | Iván Elías Moreno         | 14 de septiembre |

| Melgar            | 2 - 1 | Alianza Atlético       | Mariano Melgar      | 16 de septiembre |
| Sporting Cristal  | 3 - 1 | Real Garcilaso         | Alberto Gallardo    | 16 de septiembre |
| Sport Rosario     | 1 - 3 | Universidad San Martín | Rosas Pampa         | 16 de septiembre |
| Unión Comercio    | 1 - 1 | Deportivo Municipal    | IPD Nueva Cajamarca | 17 de septiembre |
| Ayacucho          | 5 - 1 | Alianza Lima           | Ciudad de Cumaná    | 17 de septiembre |
| Universitario     | 1 - 1 | Juan Aurich            | Monumental          | 17 de septiembre |
| Academia Cantolao | 0 - 1 | Sport Huancayo         | Miguel Grau         | 17 de septiembre |
| UTC               | 4 - 0 | Comerciantes Unidos    | Héroes de San Ramón | 18 de septiembre |

| Universidad San Martín | 3 - 0 | UTC               | Alberto Gallardo          | 22 de septiembre |
| Comerciantes Unidos    | 4 - 2 | Academia Cantolao | Juan Maldonado Gamarra    | 22 de septiembre |
| Juan Aurich            | 1 - 3 | Alianza Atlético  | Francisco Mendoza Pizarro | 23 de septiembre |
| Melgar                 | 6 - 0 | Ayacucho          | Mariano Melgar            | 23 de septiembre |
| Sport Huancayo         | 5 - 0 | Unión Comercio    | Huancayo                  | 24 de septiembre |
| Real Garcilaso         | 4 - 0 | Sport Rosario     | Garcilaso de la Vega      | 24 de septiembre |
| Alianza Lima           | 2 - 1 | Sporting Cristal  | Alejandro Villanueva      | 24 de septiembre |
| Deportivo Municipal    | 2 - 2 | Universitario     | Nacional                  | 23 de noviembre  |

| Juan Aurich       | 0 - 0 | Ayacucho               | Francisco Mendoza Pizarro | 27 de septiembre |
| Unión Comercio    | 3 - 0 | Comerciantes Unidos    | IPD Nueva Cajamarca       | 27 de septiembre |
| Sport Rosario     | 4 - 1 | Alianza Lima           | Rosas Pampa               | 28 de septiembre |
| Alianza Atlético  | 1 - 1 | Deportivo Municipal    | Melanio Coloma            | 7 de octubre     |
| UTC               | 1 - 0 | Real Garcilaso         | Héroes de San Ramón       | 17 de octubre    |
| Academia Cantolao | 4 - 3 | Universidad San Martín | Miguel Grau               | 18 de octubre    |
| Sporting Cristal  | 1 - 1 | Melgar                 | Alberto Gallardo          | 18 de octubre    |
| Universitario     | 1 - 0 | Sport Huancayo         | Monumental                | 18 de octubre    |

| Deportivo Municipal    | 0 - 1 | Juan Aurich       | Iván Elías Moreno         | 30 de septiembre |
| Real Garcilaso         | 1 - 1 | Academia Cantolao | Inca Garcilaso de la Vega | 1 de octubre     |
| Ayacucho               | 0 - 0 | Sporting Cristal  | Ciudad de Cumaná          | 1 de octubre     |
| Melgar                 | 4 - 2 | Sport Rosario     | Mariano Melgar            | 1 de octubre     |
| Universidad San Martín | 0 - 2 | Unión Comercio    | Alberto Gallardo          | 2 de octubre     |
| Sport Huancayo         | 5 - 2 | Alianza Atlético  | Huancayo                  | 2 de octubre     |
| Comerciantes Unidos    | 1 - 0 | Universitario     | Juan Maldonado Gamarra    | 5 de noviembre   |
| Alianza Lima           | 4 - 0 | UTC               | Alejandro Villanueva      | 22 de noviembre  |

| Unión Comercio      | 4 - 1 | Real Garcilaso         | IPD Nueva Cajamarca       | 13 de octubre |
| UTC                 | 0 - 2 | Melgar                 | Héroes de San Ramón       | 13 de octubre |
| Juan Aurich         | 0 - 2 | Sport Huancayo         | Francisco Mendoza Pizarro | 14 de octubre |
| Deportivo Municipal | 1 - 2 | Sporting Cristal       | Iván Elías Moreno         | 14 de octubre |
| Sport Rosario       | 3 - 1 | Ayacucho               | Rosas Pampa               | 14 de octubre |
| Academia Cantoalo   | 3 - 3 | Alianza Lima           | Miguel Grau               | 14 de octubre |
| Alianza Atlético    | 3 - 2 | Comerciantes Unidos    | Melanio Coloma            | 15 de octubre |
| Universitario       | 3 - 4 | Universidad San Martín | Monumental                | 15 de octubre |

| Ayacucho               | 0 - 0 | UTC                 | Ciudad de Cumaná       | 20 de octubre |
| Comerciantes Unidos    | 2 - 4 | Juan Aurich         | Juan Maldonado Gamarra | 20 de octubre |
| Universidad San Martín | 3 - 1 | Alianza Atlético    | Alberto Gallardo       | 21 de octubre |
| Sporting Cristal       | 3 - 1 | Sport Rosario       | Alberto Gallardo       | 21 de octubre |
| Sport Huancayo         | 4 - 0 | Deportivo Municipal | Huancayo               | 21 de octubre |
| Real Garcilaso         | 0 - 0 | Universitario       | Garcilaso de la Vega   | 21 de octubre |
| Melgar                 | 2 - 1 | Academia Cantolao   | Mariano Melgar         | 21 de octubre |
| Alianza Lima           | 2 - 1 | Unión Comercio      | Alejandro Villanueva   | 21 de octubre |

| Juan Aurich         | 4 - 0 | Universidad San Martín | Francisco Mendoza Pizarro | 24 de octubre |
| Deportivo Municipal | 3 - 0 | Comerciantes Unidos    | Iván Elías Moreno         | 24 de octubre |
| Academia Cantolao   | 2 - 0 | Ayacucho               | Miguel Grau               | 24 de octubre |
| Unión Comercio      | 2 - 1 | Melgar                 | IPD Nueva Cajamarca       | 25 de octubre |
| UTC                 | 2 - 2 | Sporting Cristal       | Héroes de San Ramón       | 25 de octubre |
| Universitario       | 3 - 1 | Sport Rosario          | Monumental                | 25 de octubre |
| Alianza Atlético    | 3 - 0 | Real Garcilaso         | Melanio Coloma            | 26 de octubre |
| Sport Huancayo      | 2 - 1 | Alianza Lima           | Huancayo                  | 26 de octubre |

| Ayacucho               | 3 - 0 | Unión Comercio      | Ciudad de Cumaná       | 28 de octubre |
| Melgar                 | 1 - 0 | Universitario       | Mariano Melgar         | 28 de octubre |
| Universidad San Martín | 2 - 1 | Deportivo Municipal | Alberto Gallardo       | 28 de octubre |
| Sport Rosario          | 2 - 1 | UTC                 | Rosas Pampa            | 28 de octubre |
| Sporting Cristal       | 5 - 2 | Academia Cantolao   | Alberto Gallardo       | 29 de octubre |
| Real Garcilaso         | 4 - 1 | Juan Aurich         | Garcilaso de la Vega   | 29 de octubre |
| Alianza Lima           | 2 - 1 | Alianza Atlético    | Alejandro Villanueva   | 29 de octubre |
| Comerciantes Unidos    | 1 - 5 | Sport Huancayo      | Juan Maldonado Gamarra | 30 de octubre |

| Sport Huancayo      | 3 - 1 | Universidad San Martín | Huancayo                  | 17 de noviembre |
| Deportivo Municipal | 2 - 1 | Real Garcilaso         | Iván Elías Moreno         | 18 de noviembre |
| Academia Cantolao   | 2 - 0 | Sport Rosario          | Miguel Grau               | 18 de noviembre |
| Unión Comercio      | 3 - 1 | UTC                    | IPD Moyobamba             | 19 de noviembre |
| Alianza Atlético    | 3 - 1 | Ayacucho               | Melanio Coloma            | 19 de noviembre |
| Juan Aurich         | 1 - 2 | Alianza Lima           | Francisco Mendoza Pizarro | 19 de noviembre |
| Universitario       | 2 - 0 | Sporting Cristal       | Monumental                | 19 de noviembre |
| Comerciantes Unidos | 2 - 1 | Melgar                 | Juan Maldonado Gamarra    | 20 de noviembre |

| Universidad San Martín | 2 - 1 | Comerciantes Unidos | Alberto Gallardo     | 24 de noviembre |
| Real Garcilaso         | 1 - 1 | Sport Huancayo      | Garcilaso de la Vega | 25 de noviembre |
| Melgar                 | 4 - 0 | Juan Aurich         | Mariano Melgar       | 25 de noviembre |
| UTC                    | 2 - 2 | Academia Cantolao   | Héroes de San Ramón  | 25 de noviembre |
| Sport Rosario          | 0 - 2 | Unión Comercio      | Rosas Pampa          | 25 de noviembre |
| Sporting Cristal       | 7 - 0 | Alianza Atlético    | Alberto Gallardo     | 26 de noviembre |
| Ayacucho               | 0 - 0 | Universitario       | Ciudad de Cumaná     | 26 de noviembre |
| Alianza Lima           | 2 - 2 | Deportivo Municipal | Alejandro Villanueva | 26 de noviembre |

| Unión Comercio         | 1 - 1 | Academia Cantolao | IPD Moyobamba             | 28 de noviembre |
| Comerciantes Unidos    | 3 - 1 | Real Garcilaso    | Juan Maldonado Gamarra    | 28 de noviembre |
| Alianza Atlético       | 1 - 0 | Sport Rosario     | Melanio Coloma            | 29 de noviembre |
| Deportivo Municipal    | 3 - 2 | Melgar            | Iván Elías Moreno         | 29 de noviembre |
| Universidad San Martín | 2 - 5 | Alianza Lima      | Miguel Grau               | 29 de noviembre |
| Juan Aurich            | 0 - 2 | Sporting Cristal  | Francisco Mendoza Pizarro | 30 de noviembre |
| Sport Huancayo         | 2 - 0 | Ayacucho          | Huancayo                  | 30 de noviembre |
| Universitario          | 4 - 0 | UTC               | Monumental                | 30 de noviembre |

| Real Garcilaso    | 6 - 1 | Universidad San Martín | Garcilaso de la Vega | 3 de diciembre |
| Academia Cantolao | 2 - 2 | Universitario          | Miguel Grau          | 3 de diciembre |
| Alianza Lima      | 3 - 1 | Comerciantes Unidos    | Alejandro Villanueva | 3 de diciembre |
| Sport Rosario     | 3 - 0 | Juan Aurich            | Rosas Pampa          | 3 de diciembre |
| UTC               | 3 - 2 | Alianza Atlético       | Héroes de San Ramón  | 3 de diciembre |
| Melgar            | 0 - 0 | Sport Huancayo         | Mariano Melgar       | 3 de diciembre |
| Ayacucho          | 1 - 0 | Deportivo Municipal    | Ciudad de Cumaná     | 3 de diciembre |
| Sporting Cristal  | 3 - 2 | Unión Comercio         | Alberto Gallardo     | 3 de diciembre |

### Tabla acumulada
| Pos. | Equipo                 | PJ | PG | PE | PP | GF | GC | Dif. | Pts. | Bonificación                                               |
| ---- | ---------------------- | -- | -- | -- | -- | -- | -- | ---- | ---- | ---------------------------------------------------------- |
| 1    | Sport Huancayo (C)     | 30 | 20 | 6  | 4  | 67 | 25 | +42  | 67   | Dos puntos en la tabla acumulada del Descentralizado 2017. |
| 2    | Sporting Cristal       | 30 | 19 | 8  | 3  | 75 | 34 | +41  | 67   | Un punto en la tabla acumulada del Descentralizado 2017.   |
| 3    | Melgar                 | 30 | 14 | 8  | 8  | 61 | 38 | +23  | 50   |                                                            |
| 4    | Academia Cantolao      | 30 | 14 | 7  | 9  | 53 | 41 | +12  | 49   |                                                            |
| 5    | Unión Comercio         | 30 | 13 | 7  | 10 | 48 | 41 | +7   | 46   |                                                            |
| 6    | Universidad San Martín | 30 | 12 | 7  | 11 | 53 | 56 | –3   | 43   |                                                            |
| 7    | Universitario          | 30 | 11 | 8  | 11 | 52 | 41 | +11  | 41   |                                                            |
| 8    | Deportivo Municipal    | 30 | 10 | 9  | 11 | 39 | 42 | –3   | 39   |                                                            |
| 9    | Alianza Lima           | 30 | 10 | 8  | 12 | 51 | 52 | –1   | 38   |                                                            |
| 10   | Juan Aurich            | 30 | 9  | 9  | 12 | 44 | 49 | –5   | 36   |                                                            |
| 11   | Ayacucho               | 30 | 10 | 5  | 15 | 35 | 58 | –23  | 35   |                                                            |
| 12   | Real Garcilaso         | 30 | 8  | 10 | 12 | 43 | 44 | –1   | 34   |                                                            |
| 13   | Sport Rosario          | 30 | 10 | 4  | 16 | 40 | 53 | –13  | 34   |                                                            |
| 14   | Alianza Atlético       | 30 | 9  | 6  | 15 | 43 | 62 | –19  | 33   |                                                            |
| 15   | UTC                    | 30 | 8  | 6  | 16 | 37 | 64 | –27  | 30   |                                                            |
| 16   | Comerciantes Unidos    | 30 | 8  | 2  | 20 | 37 | 78 | –41  | 26   |                                                            |

|                                    |
|                                    |
| Campeón Sport Huancayo 1.er título |